# 浮士德II

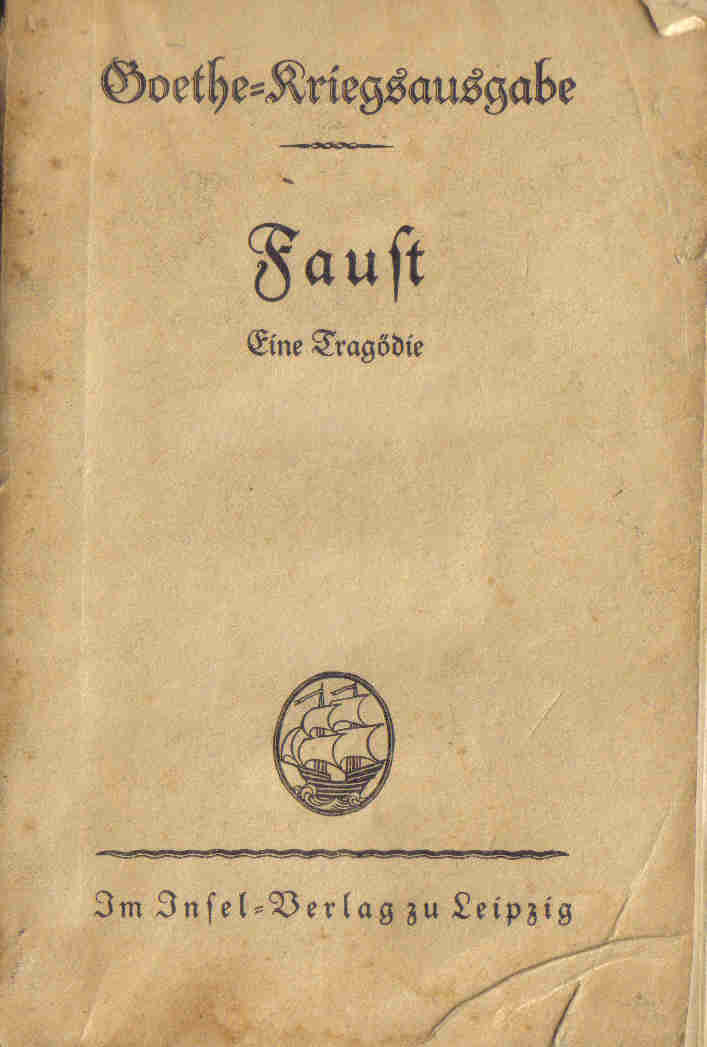
浮士德1832年版

《浮士德·悲剧第二部》（Faust. Der Tragödie zweiter Teil）是由约翰·沃尔夫冈·冯·歌德于1832年发表的诗歌型戏剧，作为《浮士德I》的续集。
歌德断断续续花了六十多年的时间来对他在童年时就认识了的浮士德进行加工。歌德晚年主要从事的工作就是浮士德诗歌（第二部）的创作。1832年，浮士德II得以出版。与《浮士德I》不同的是，个人的感情生活不再是重点，更多的是社会现象，历史事件以及政治发展。

## 内容
该剧由五幕组成，每一幕本身也相对独立地构成一个故事。第一幕中，在一个春日的早晨浮士德在一个“妩媚的地方”醒来。小精灵们用忘泉之露给浮士德沐浴，使他忘却了《浮士德I》中Gretchen悲剧的可怕结局。在德皇帝的宫廷里，在“皇帝的行宫”，浮士德在魔鬼梅菲斯特的帮助下以魔术师的身份登场。他通过发明纸币暂时解决了皇帝原本很糟糕的财政困难。在梦幻似的假面舞会后，浮士德先前往生命的雏形之处，进入“孕育的境地”，然后他在朝堂上唤来了作为完美人类原型的海伦和帕里斯的灵魂。
第二幕中，浮士德学生Wagner制造了一个人造人何蒙库鲁兹。他将主人公们带到了“经典的瓦尔普吉斯之夜（女巫之夜）”。那里希腊众神怪纷纷登场。歌德在此处已展现了他令人钦佩的超越时空的能力，将不同的题材融合到一部作品中。
第三幕叙述浮士德跟海伦的恋情。浮士德与海伦有一子欧福里翁。随着欧福里翁在该幕结束时坠落身亡，海伦也随之消失。浮士德与海伦的关系象征了经典的古代（海伦）与浪漫的日耳曼中世纪（浮士德）的关系。这种关系对于现代欧洲的人文歷史是十分典型的。现代的高飞创举是必然要失败的——正如欧福里翁坠落而死清楚表现的那样。古代的伟大是现代人所不能达到的。
在第四幕中，浮士德和梅菲斯特回到了皇帝身边。此时的皇帝正与一个自称为帝的对手处于战争。在请来的山神的帮助下，皇帝一方取得了胜利。浮士德得到了帝国的海滩作为赏酬，他说做就做，一心想围海造田。
在这种控制欲的驱使下浮士德在第五幕导致了三人的死亡：一个旅行者和一对温和的老夫妇（Philemon和Baucis）。此时的浮士德一百岁高龄双目失明。他将挖他坟墓的铲声误以为是工人在施工。最终命运兑现（时间到了尽头），他终于认识到了这一时刻，对此他可以说一声：“停留一下吧，你多美啊！”这句话针对的其实不是他当时的处境，而是他对未来“和平”社会的憧憬。“我想看到这样一番忙碌的景象，要在自由的土地上与自由的人民站在一起”。话音刚落他便倒地死去。浮士德还是赢了跟梅菲斯特的赌局——尽管梅菲斯特不愿承认——他的灵魂得到正义力量的拯救被带到了天国。

## 诠释
浮士德的苏醒代表了在第一部悲剧之后一个新的开端。此时的浮士德，不再是如在第一部里在一个阴暗的书房中，而是在一个鲜花遍野的草地上。从长睡中恢复了体力，浮士德可以开始继续寻找他的真理了。人们可以察觉到在浮士德身上发生的变化。在第一部的开始，浮士德试着用魔法和呼唤地神得到问题的答案：“什么东西从内部将世界联系在一起”。不过浮士德的双眼被地神的耀眼光芒所眩目，不得不回避，尝试失败。歌德以此来说明，人是不能直接获取真理的。先前浮士德曾试着在书本里寻找真理，结果失败了。这次新的失败使浮士德差一点自杀。幸亏天使的歌声使浮士德放弃了这个念头。
第二部一开始浮士德的表现就与第一部中的不一样了。精灵们用忘泉的露水给浮士德沐浴，使他在忘却中熟睡。这表明，浮士德对Gretchen之死所犯的罪不但直接得到了Gretchen的宽恕，而且也得到了神明们的宽恕。这一点对于浮士德最终是否上天堂或是入地狱是很重要的。当日出时，浮士德站在草地上企图直视象征了真理的太阳。可是阳光仍旧刺眼。不过浮士德吸取了教训，他马上低头，认识到了在大地上也有一幅最高神圣的印象。大地正象征了生命。浮士德可以享受生命。生命虽然不像永恒的神圣那样质纯，不过是跟它等价的。浮士德试着乐观积极地来充分体验生活。
浮士德在第二部中通过从事了很多活动成为经典主义的一个范例：人要全面发展各项能力。作为艺术家，浮士德创造了一幅幻觉，但不能把它变成现实。第三幕开始，浮士德踏上了时空之旅穿越不同的时空。浮士德跟象征古代的Helena结婚并有一子Euphorion。Euphorion象征了德国的古典主义。由此，歌德想说明德国的古典主义是如何产生的：德国的古典主义是由德国艺术家的回归古代而产生的。同时，歌德也从他的历史经验出发说明，德国的古典主义不会是永恒的，并让Euphroion摔死。